# Guitté
Guitté (tiếng Breton: Gwitei, Gallo: Gitei) là một xã của tỉnh Côtes-d’Armor, thuộc vùng Bretagne, tây bắc Pháp.

## Dân số
Người dân ở Guitté được gọi là Guittéens.